# Київський міський будинок учителя

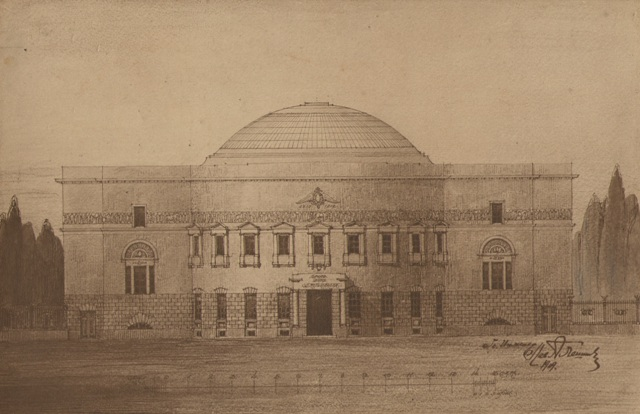
Головний фасад Педагогічного музею 1912 р.

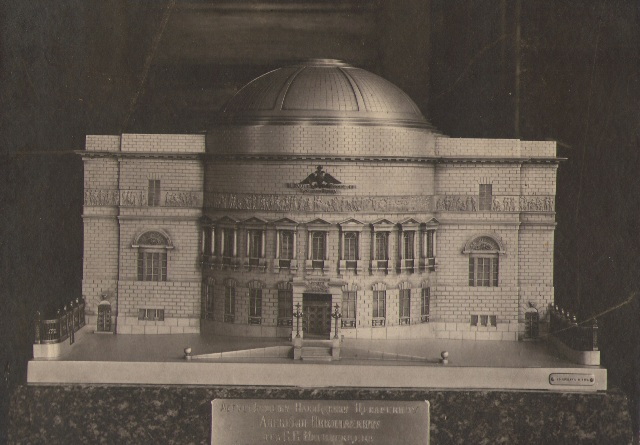
Срібний макет Педагогічного музею виготовлений ювелірною фірмою Маршака 1911 р. Загальна вага- 14 кг.

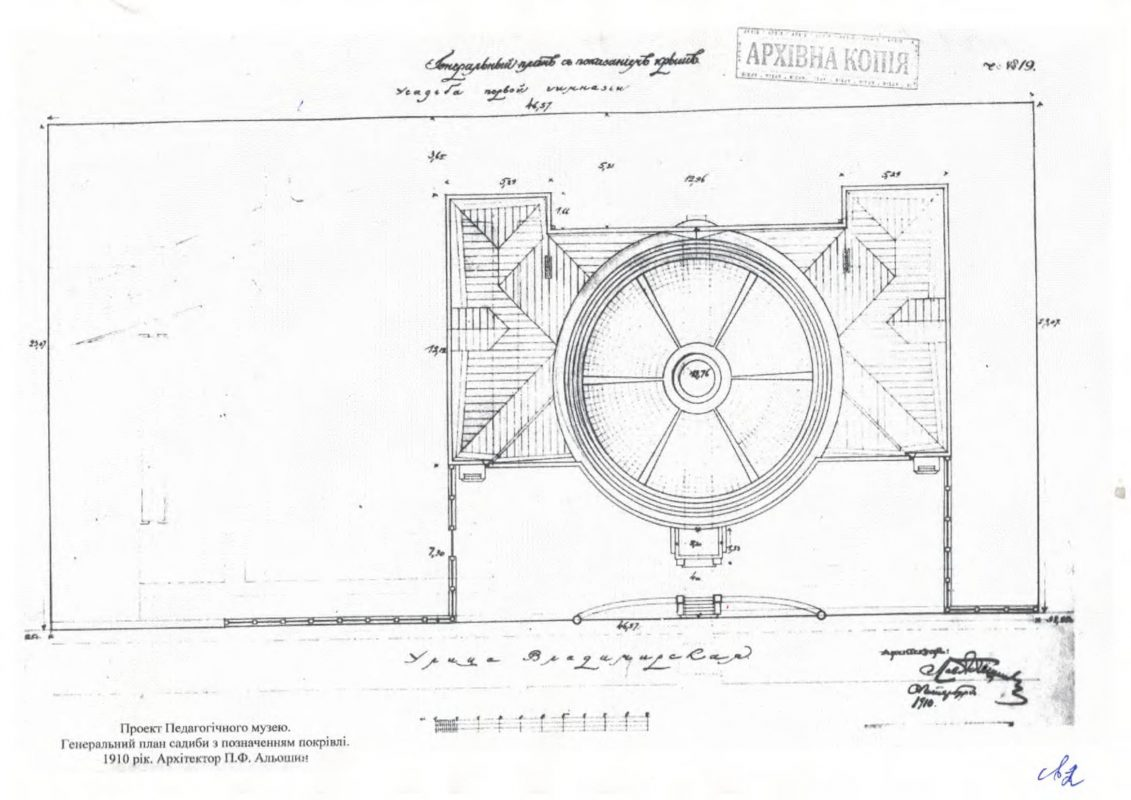
Проєкт Педагогічного музею. Генеральний план садиби з позначенням покрівлі. 1910 рік.

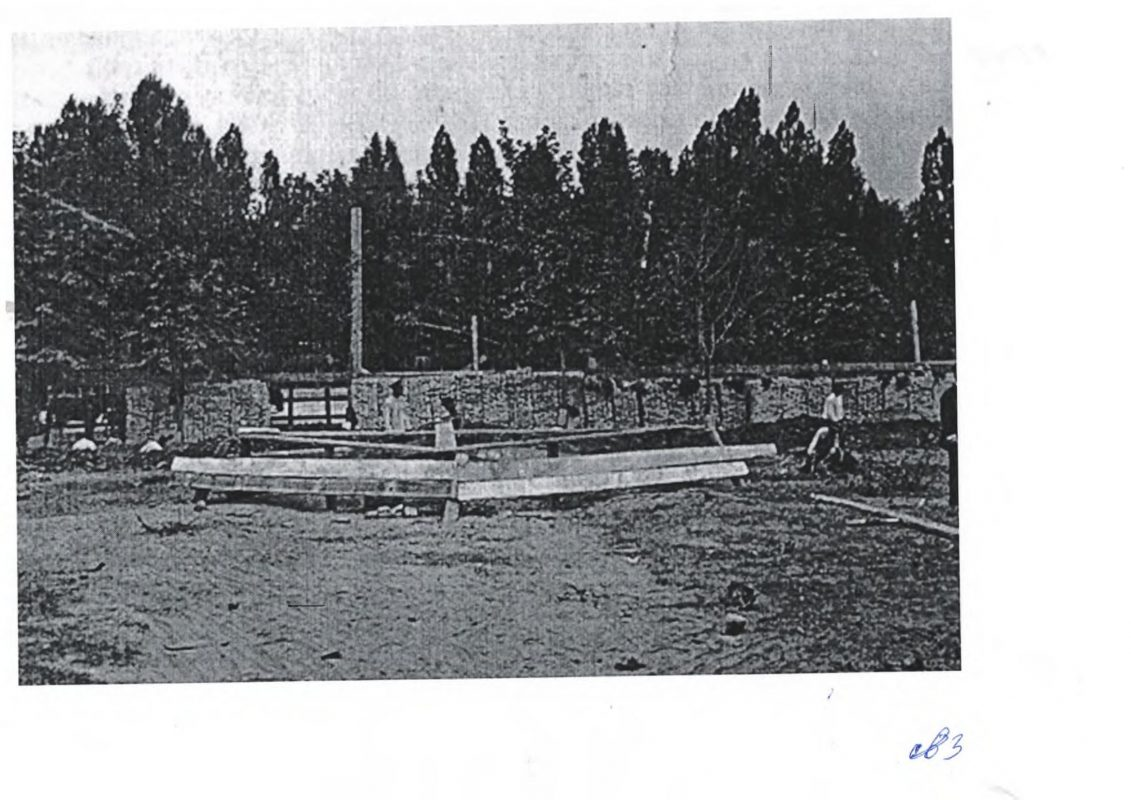
Закладка Педагогічного музею. 30 липня 1910 р.

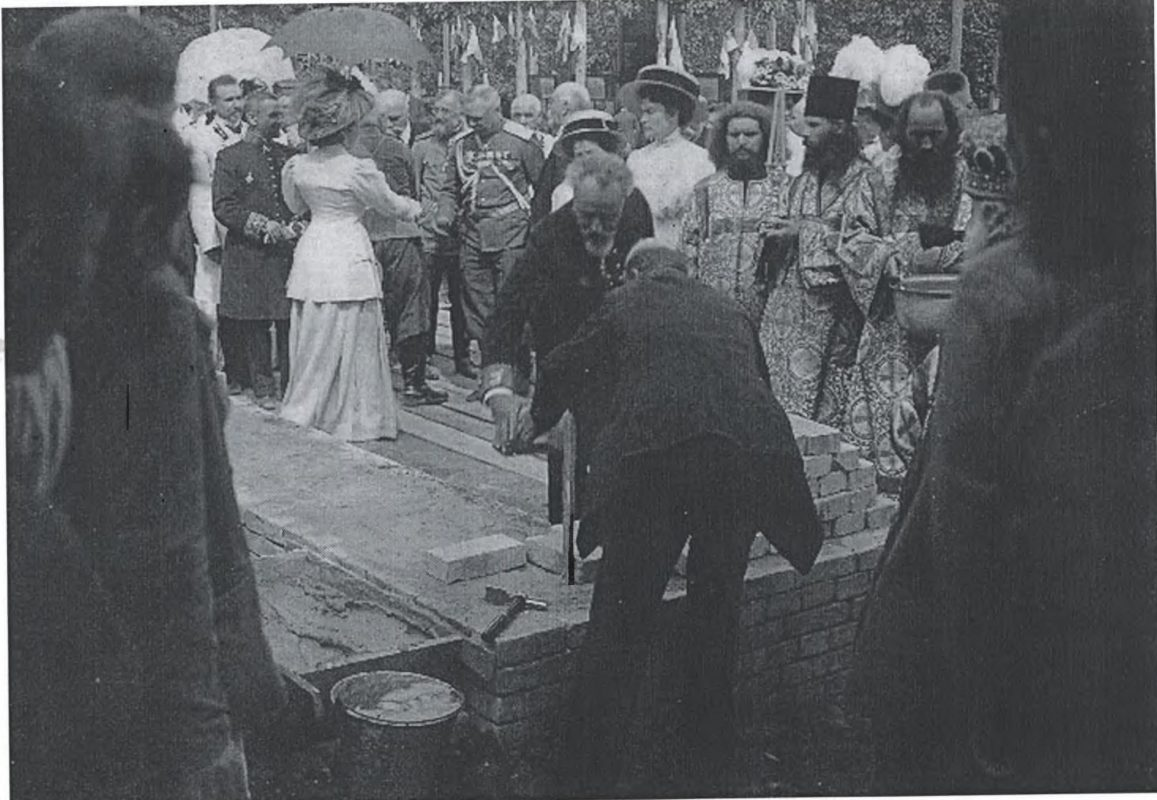
Закладка та будівництво Педагогічного музею 1910 р.

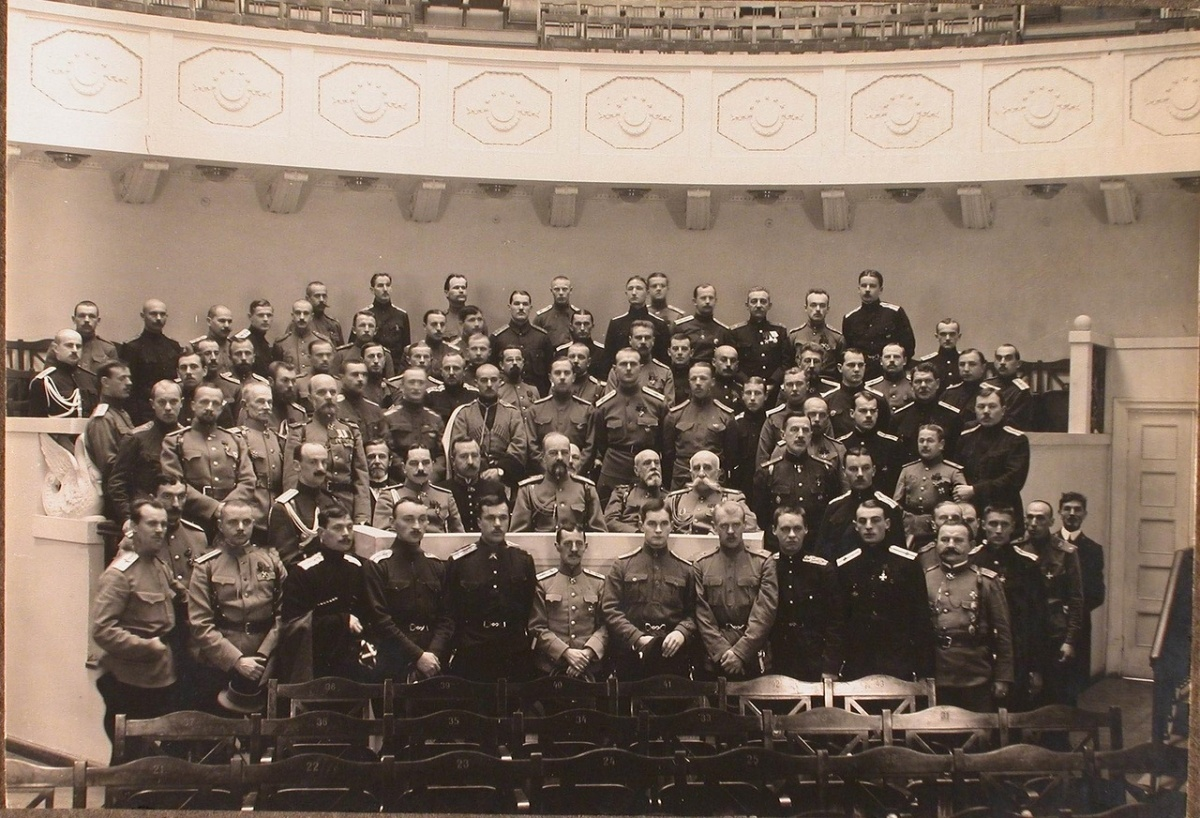
Школа льотчиків-спостерігачів 1916 р.

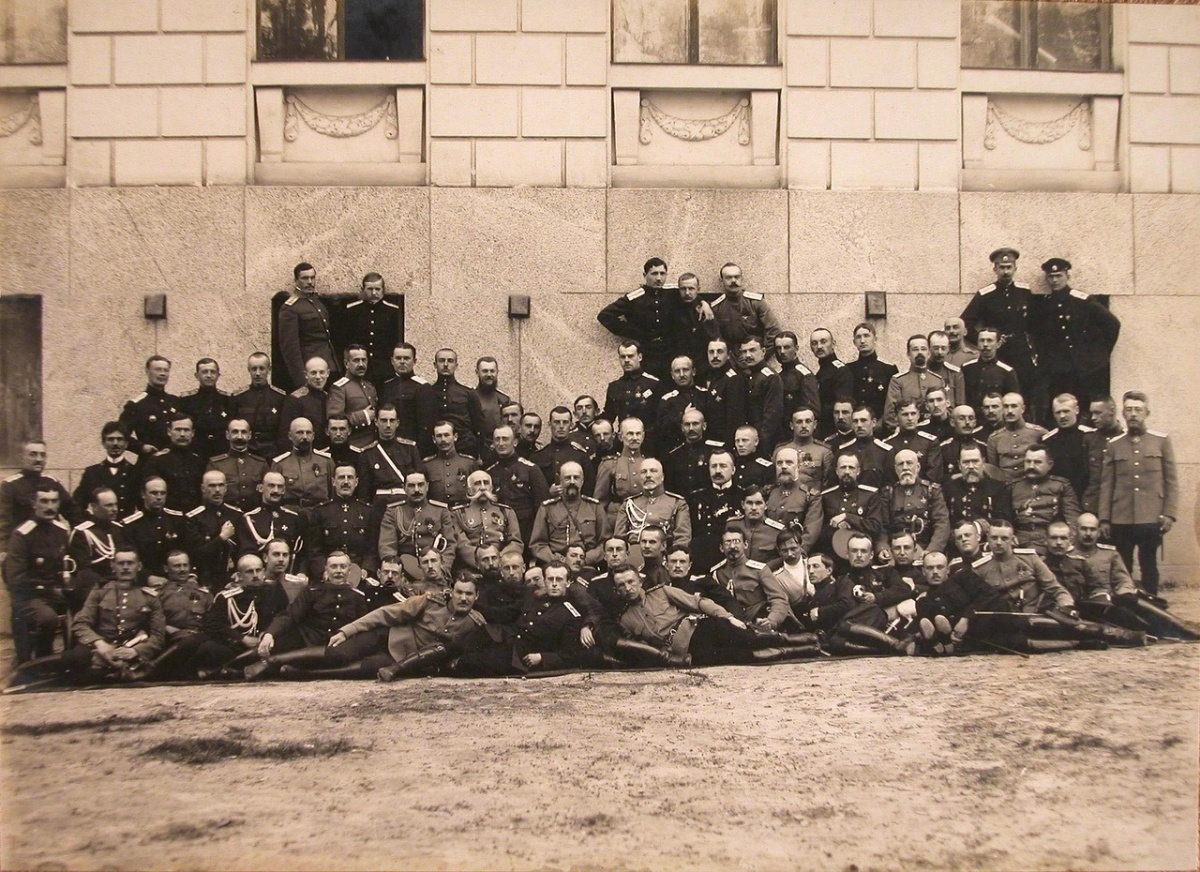
Школа льотчиків-спостерігачів 1916 р. в Педагогічному музеї

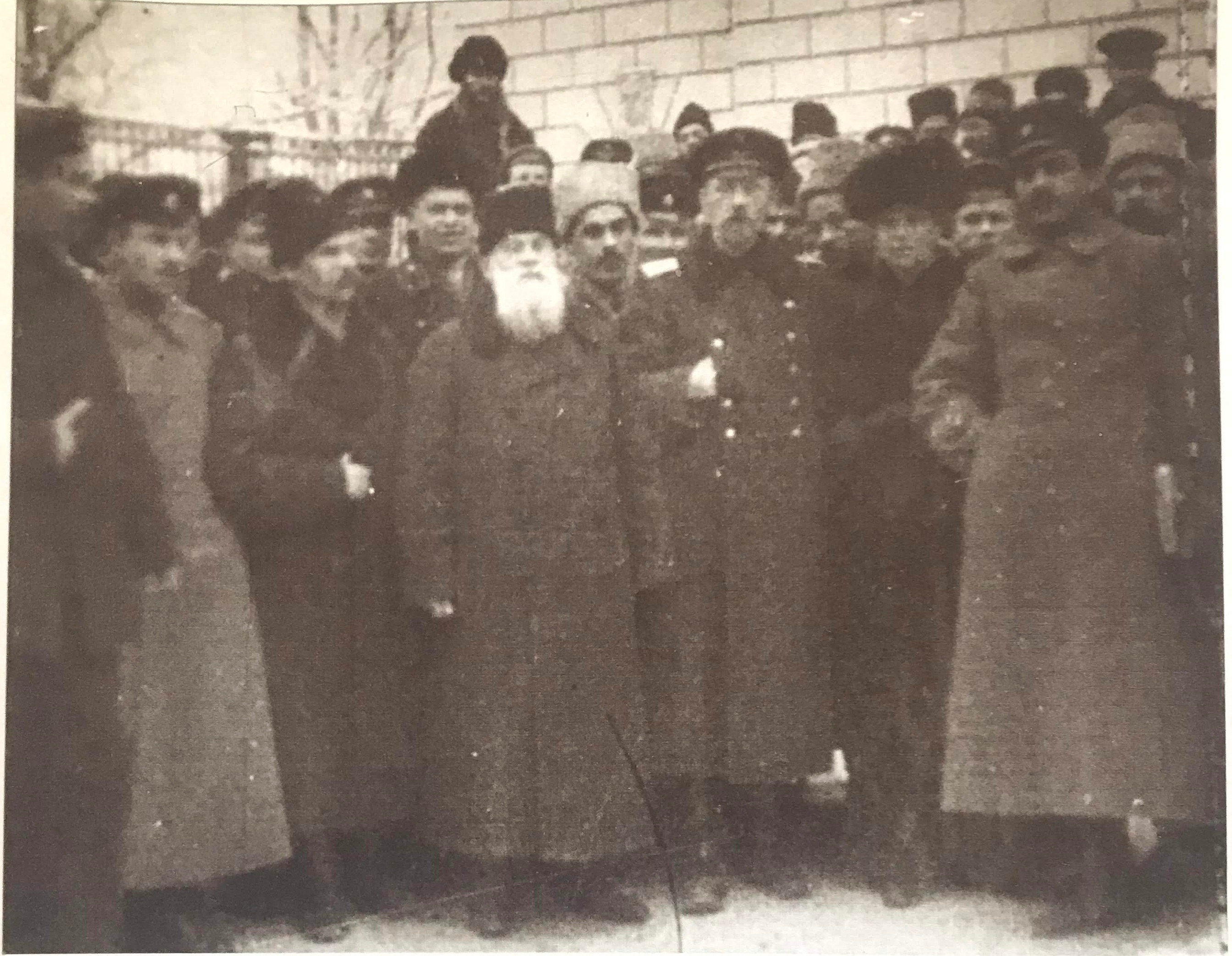
Біля будинку Педагогічного музею, де перебувала УЦР, грудень 1917, кадри кінохроніки

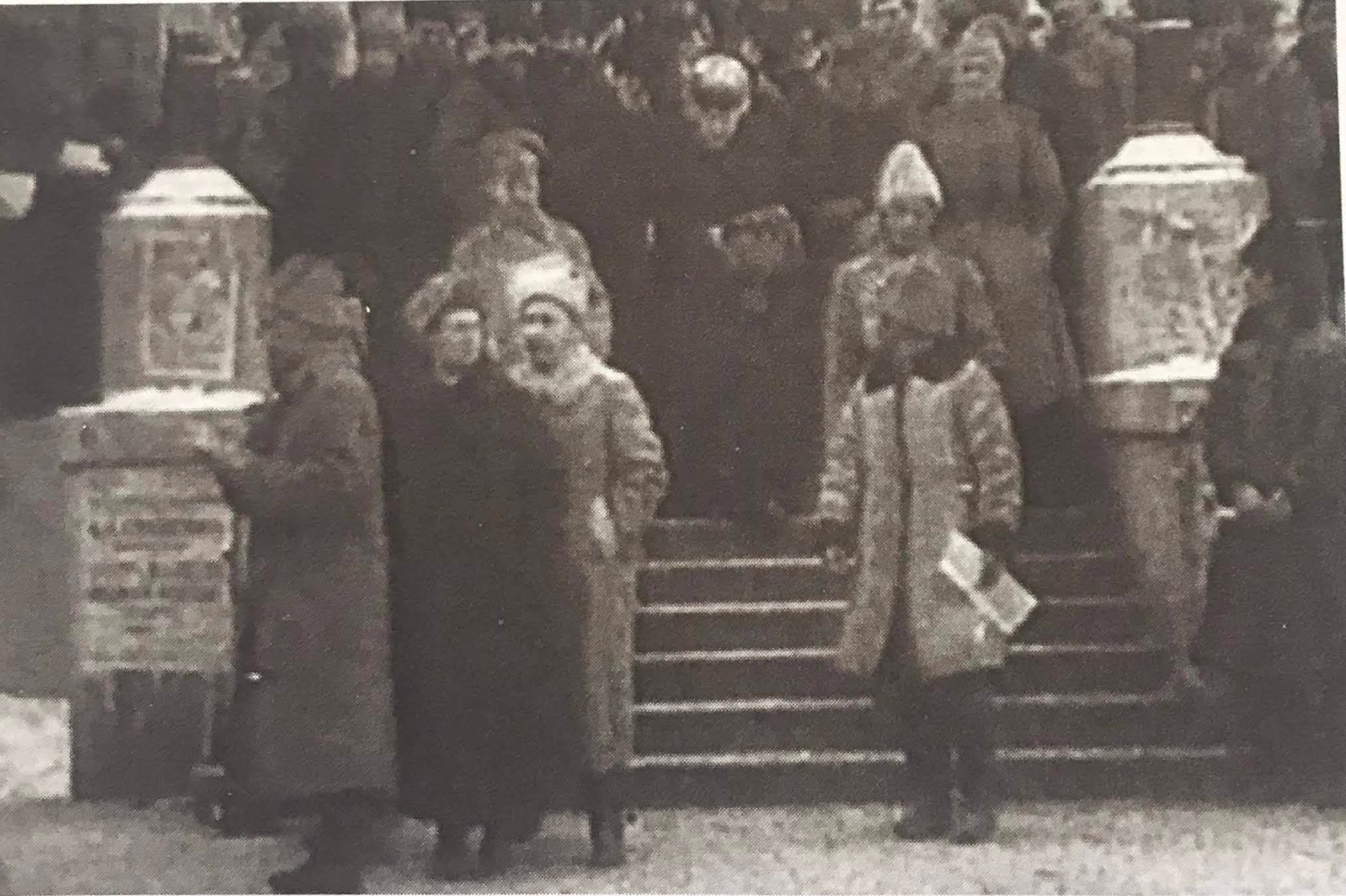

Київський міський будинок вчителя — комунальний комплексний позашкільний заклад у системі позашкільних закладів освіти міста Києва, а також споруда, що напередодні революції була відома як «Педагогічний музей», а пізніше як будинок в якому працювала Українська Центральна Рада.
У приміщеннях Будинку вчителя розташовані Музей Української революції 1917—1921 років, Педагогічний музей України, державна науково-педагогічна бібліотека імені В. О. Сухомлинського, культурний центр «Кияночка», Київська організація Профспілки працівників освіти і науки України.

## Історія
Будинок по вулиці Володимирській, 57 споруджено у 1910-1912 роках за проєктом та під керівництвом видатного архітектора Павла Федотовича Альошина (1881-1961)  як Педагогічний музей імені Цесаревича Олексія.

### Побудова спеціального приміщення
Перший варіант проєкту будівлі архітектор П.Ф. Альошин виконав у 1909 році. На головному фасаді над входом був розміщений напис – "Народний дом С.С. Могилевцева",  оскільки кошти (300 тисяч рублів) на будівництво виділив відомий київський підприємець, голова Біржового комітету, громадський діяч та меценат Семен  Семенович Могилевцев.
В листі від 25 червня 1909 р. С. Могилевцев запропонував розширити завдання музею: «…його пряме завдання – сприяти розвитку освіти в народі, бути живим струменем безпосереднього в ньому спілкування тих же вчителів та інших науковців між собою і з народом шляхом лекцій та інших читань, які можуть найповніше сприяти якомога кращому поширенню необхідних просвітницьких та наукових відомостей, давши можливість і дорослим долучитися до освіти, маючи доступ до читальні при музеї та оглядаючи виставки, колекції та ін. навчальні посібники під освіченим керівництвом хранителів кабінетів, слухаючи лекції та пояснення».
В подальшому було вирішено майбутню споруду перейменувати на Педагогічний музей імені  Цесаревича Олексія. Його було намічено спорудити в пам’ять 50-річчя скасування кріпацтва в Російській державі 1861 р.).
13 липня 1910 року в Першій чоловічій гімназії у присутності  П.Ф. Альошина та господарчого комітету гімназії було здійснено виділення земельної ділянки для  будівництва Педагогічного музею.
Закладка музею відбулася 30 липня 1910 року. Подія широко освітлювалась в пресі. У правому куті фундаменту в гранітному ящику була закладена дошка з текстом про музей.  
Освячення будівлі відбулось 28 серпня 1911. Газети повідомляли, що на урочистостях були присутні прем’єр-міністр Росії Столипін П.А., міністр народної освіти Кассо Л.А., Київський міський голова Дяков І.М. Почесних гостей особисто зустрічав С. Могилевцев, дамам підносили букети.
Урочисте відкриття педагогічного музею відбулось 5 жовтня 1912 р.  на Володимирській вулиці в присутності численних представників педагогічної громадськості. Повідомлення про цю подію з’явились у вітчизняній і зарубіжній пресі, яка відзначала, що він відповідає всім вимогам і є одним з кращих серед педагогічних музеїв Європи.
До церемонії освячення будівлі відомою київською ювелірною фірмою Маршака  був виготовлений срібний макет будівлі Педагогічного музею, що вражає майстерністю виконання, найдрібнішими деталями, чітко відтвореними у сріблі  – загальна вага 14 кг.
  18 жовтня 1912 року будівля урочисто відкрили для доступу киян і гостей міста.
Кошти на утримання музею виділялися із щорічних відрахувань від сум, що відпускалися на потреби народної освіти в губерніях, які входили до Київського навчального округу (Київська, Подільська, Волинська, Чернігівська, Полтавська, Холмська губернії), а також з інших джерел, що були у віданні округу. На адресу музею надходили також пожертвування.
Метою функціонування педагогічного музею  було «дати працівникам нижчої і середньої школи можливість наочно, на зразках чи друкованих джерелах ознайомлюватися з найкращою постановкою навчально-виховної справи, а також з історією школи та її сучасним станом в Росії і закордоном. Таким чином, музей має з одного боку сприяти нагальним практичним потребам викладання, з іншого – забезпечити теоретичну, наукову розробку навчально-виховних питань» (Положення про Педагогічний музей при Управлінні Київським навчальним округом ЦДІА України, ф. 730, оп. 1, од. зб. 294, л. 62-63, 1901).
З моменту відкриття будівлі на Володимирській,57 розпочався розвиток музею, що ознаменувався суттєвими змінами у формі й масштабах його діяльності. Зі звичайного зібрання цікавих і корисних експонатів він почав трансформуватися в освітянський центр, який сприяв поширенню прогресивних методів викладання шкільних предметів, новітніх засобів, забезпечував через бібліотеку ознайомлення з фаховою літературою – і вітчизняною, й іноземною.
Споруда справляла враження величності своїми стінами, облицьованими плитами з білого інкерманського каменю, цоколем з фінського сірого граніту, фризом, який по всій своїй  протяжності прикрашений витонченими барельєфами, що органічно вписалась у комплекс університетського кварталу і завдяки своїм архітектурно - художнім якостям була схвально сприйнята громадськістю міста.
Крім залів для експозиції, в Педагогічному музеї була і фахова бібліотека, читальний зал,спеціальні кабінети для демонстрування навчальних посібників і приладів, зразковий фізичний кабінет,довідкове бюро, виставка педагогічної літератури, велика аудиторія для проведення масових заходів. Він мав книгосховище, а також зали: бібліотечний, канцелярії, для проведення зборів вчених і представників різних освітніх товариств, виставковий і велику кількість кабінетів допоміжних приміщень.
У будівлі Педагогічного музею відкрито зразковий фізичний кабінет, в якому було зібрано все найкраще, що тільки можна було помістити в такому кабінеті на той час, а також давалася довідка про те, де все це можна придбати.
Музейне зібрання поділялося на 3 відділи:
1)   Колекція наочних приладів, предмети, що стосуються шкільної ахітектури, гігієни, фізичного виховання;
2)   Збірка підручників і посібників;
3)   Спеціальна бібліотека з історії освіти і школи.
Вхід до музею і користування матеріалами було безкоштовним. Зразковий фізичний кабінет наочного приладдя музею був нагороджений великою золотою медаллю Всеросійської виставки 1913 року у Києві.
Першим директором новоутвореного музею став український педагог-методист Олександр Музиченко (1912-1913 р.р.), котрий раніше викладав педагогіку в Ніжинському інституті.
У 1913-15 роках приміщення в будинку Педагогічного музею займало також Київське товариство охорони пам’яток  старовини та мистецтва. Товариство було засновано 1910 року і нараховувало близько 200 членів. Воно організовувало спостереження за земляними роботами у Києві під час будівництва. Частину приміщень першого поверху займав музей товариства. Організатором і хранителем музею був археолог О. Ертель. Матеріали його розкопок у Києві та на околицях створили основну частину колекцій музею. 1915 року колекції музею було перенесено на приватні квартири членів товариства.
Початок першої світової війни вніс суттєві корективи в діяльність музею. У вересні 1915 р. він був евакуйований в м. Курськ і розміщений у приватному будинку. Після повернення експозиція не відновлювалася.
А в приміщенні музею з грудня 1915 р. розташувалися штаб авіації великого князя Олександра Михайловича, в якому спочатку авіаційній справі навчалося 50 офіцерів, а також майстерня протигазів КПО. Тут же проводились військові заняття з юними розвідниками – учнями відповідних навчальних закладів Київського навчального округу.

### Період Української національної революції
У 1916-17 роках 20 з 30 приміщень будинку ( перший-третій поверхи) займала Київська школа льотчиків-спостерігачів. Про школу льотчиків в березні 1917 року згадував  член Генерального військового комітету В. Кедровський «у цьому ж самому будинку три чверті помешкання займає російська школа, чи курси військових летунів». У листопаді 1916 року, у зв'язку з погіршенням обстановки на Південно-Західному фронті та наближенням лінії фронту до міста Києва, Управління Військового Повітряного Флоту ухвалило рішення про переведення Київської школи льотчиків-спостерігачів до Криму до міста Євпаторію Таврійської губернії. Вже 1 вересня 1917 року школа прибула до Євпаторії (374 чол.).
З травня 1917 р. в приміщення музею вселяються різні організації. 1917 року тут розташувався Київський навчальний округ на чолі з М. Василенком. Ще у вересні 1917 р. планувалися заходи щодо передачі приміщень Педагогічного музею в розпорядження просвітніх організацій – так, Генеральний Секретар народної освіти І. Стешенко в листі до попечителя Київського навчального округу пропонує передати частину площ музею для розміщення Українського народного університету, Науково-педагогічної академії і товариства «Просвіта», 2 кімнати для відкриття Української бібліотеки.
7 березня головою УЦР обрали М. Грушевського. Згодом Центральна Рада перейшла до будинку Педагогічного музею. У Педагогічному музеї відбулося 9 загальних зборів УЦР (Великі Ради). Поточну роботу здійснював Комітет УЦР, перетворений наприкінці червня на Малу Раду, яка і формувала політику держави. Будинок колишнього музею – свідок гострих політичних баталій протистояння, тріумфу і падіння першого українського парламенту.
11- 12 березня 1917 року УЦР переселилася до будинку Педагогічного музею. М. Грушевський приїхав до Києва 13 березня і писав у спогадах: «Центральна рада для своїх зібрань дістала від міської думи в Педагогічнім музеї нібито дві кімнати, а, властиво, одну, котра була потім моїм кабінетом, коли Ц. рада заволоділа всім будинком, а друга – се був темний коридорчик, куди виходили двері з всіх кімнат. Коли збиралось більше публіки, то там стояли «запорожці», а в властивім покої стояв стіл і кілька лавок навколо. Так виглядало приміщення, в котрім я застав се будуче українське правительство, для широких зборів воно діставало дозвіл користуватись великою залою музею… Кілька покоїв займав Педагогічний музей (колекція мойого давнього знайомого Черкунова) та бібліотека».
У червні того ж року Центральна Рада звернулася з проханням надати приміщення для Секретаріату, в липні – гараж, комору і 2 кімнати. 
Педагогічний музей 20 листопада 1917 р. став місцем проголошення Української Народної Республіки, прийняття IV Універсалу про незалежність в ніч з 24 на 25 січня 1918 р.
Деякий час в будинку діяла Українська державна академія мистецтв (1917 рік). Урочисте відкриття академії мистецтва відбулося 22 листопада 1917 року в приміщенні Педагогічного музею на вул. Володимирській, 57.Статут і циркуляр по заснування Української державної академії мистецтв були затверджені 5 грудня 191 року, ректором обрано Федора Кричевського. Кілька місяців в будинку Педмузею розміщувалися навчальні майстерні Академії (була надана кімната на третьому поверсі). Навчальні майстерні та аудиторії певний час функціонували також в інших місцях Києва. 1918 року їй було надано приміщення на вул. Ярославів Вал, 40.
В той самий період – в 1917 році в будинку розміщувався Комітет заснування Національної бібліотеки України.
5-7 квітня 1917 р. у великому залі Педагогічного музею проходив І Всеукраїнський з’їзд учителів. У його резолюціях були окреслені основні напрями дерусифікації та українізації школи. Над планами освітньої реформи в молодій державі працювала спеціально створена при Міністерстві освіти комісія. Розроблений нею проєкт єдиної трудової школи був затверджений II Всеукраїнським педагогічним з’їздом, який проходив у будинку Педагогічного музею в серпні 1917 р.
7 листопада 1917 р. в залі Педагогічного музею урочисто відкрито Українську академію педагогічних наук (УАПН). Її метою було теоретичне та методичне забезпечення оновлення процесу системи освіти на основі врахування реалій життя, а також змісту освіти, аналіз світових тенденцій розвитку педагогічної науки і практики. Таким чином, УАПН стала прообразом нинішньої Академії педагогічних наук України.

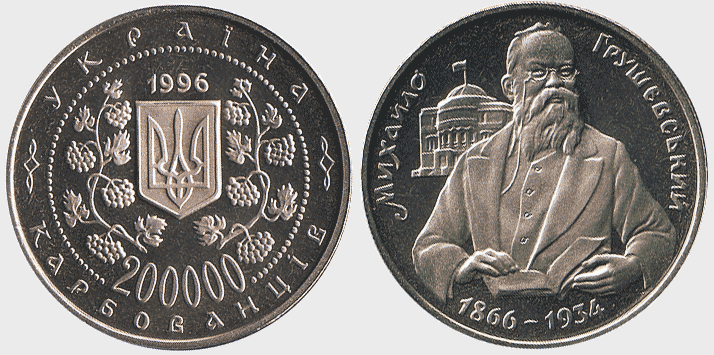
Михайло Грушевський на тлі споруди Київського міського будинку учителя, монета України 200.000 карбованців, 1996

У приміщенні музею відбувалися урочистості, присвячені відкриттю різних освітніх установ, працювало Бюро Всеукраїнської вчительської спілки, де головою була С. Русова, розміщувалась редакція журналу «Вільна українська школа». У цьому ж будинку працювала і новостворена Українська державна академія мистецтв – предтеча сучасного Київського художнього інституту.
5 жовтня 1918 р. у великій залі музею урочисто відкрито Український народний університет у складі 3-х факультетів: історико-філологічного, фізико-математичного та правничого. Викладання в університеті велося українською мовою. У першому ж навчальному році кількість студентів досягла 1370 осіб.
Відразу після падіння Гетьманату приміщення музею реквізувала білогвардійська Військова рада для розміщення Добровольчої дружини, залишивши 1 кімнату для бібліотеки та 14 кімнат для музею.

### Радянський період
Робочий проєкт реконструкції для музею Леніна ( фотокопія креслень) 1937 р.]]
Після встановлення радянської влади почався занепад музею. Лише влітку 1919 року Наркомос УРСР прийняв постанову про його відбудову, Наркомос при цьому повідомляє в Центральну Надзвичайну комісію по розквартируванню військ, що будинок колишнього Педагогічного музею стане «Палацом освіти», в якому розташуються бібліотека, лекторій, зразковий фізичний кабінет, музей наочних приладів, педагогічна виставка і географічна колекція. До складу комісії зі створення «Палацу освіти» увійшли відомі вчені В. Артоболевський, П. Туковський, О. Фомін та ін.
Але політичні мотиви взяли гору над потребами освіти і замість «Палацу освіти» в будинку Педагогічного музею з  1921 року перебував Пролетарський музей, з 1924 року - було розміщено Музей революції та історії партії.  
У 1938 р. тут почав працювати Музей Леніна. Перед цим будинок було добудовано за проєктом П. Альошина. Таким чином, Педагогічний музей було ліквідовано. Частина його унікальних матеріалів роздана різним установам, решта зникла. 
Під час відступу радянських військ з Києва у вересні 1941 р. експонати Музею Леніна були вивезені, а будинок заміновано. Очевидці бачили доставку вибухівки вантажівками ще за кілька тижнів до окупації Києва. Але, на відміну від підірваного підпільниками Хрещатика, будинок Педагогічного музею вцілів. Німці знайшли вибухівку, може, їх хтось попередив.
У січні 1942 року за розпорядженням  генерал-комісара Києва було створено окружну службу з питань стародавньої і ранньої історії на чолі з доктором Грімом. Ця служба мала об’єднати  усі наукові, музейні та бібліотечні установи. Місцем її розташування обрали вільний будинок по вул. Володимирській, 57, для чого провели певні ремонтні роботи.
На початку лютого 1944 року Політбюро ЦК КП(б)У схвалило пропозицію про відновлення Музею Леніна  і в будинку розпочалися чергові ремонтні роботи. Музей наново відкрили 15 квітня 1945 року. Фактично було відновлено довоєнну експозицію.
Питання про відродження Педагогічного музею стало на порядок денний у післявоєнні роки. З 1948 р. в Києві почала діяти Республіканська педагогічна виставка, участь в організації якої взяли міністр освіти України, поет, академік П. Тичина, відомі вчені-педагоги С. Чавдаров. О. Астряб, Т. Бугайко, М. Грищенко та ін. В 1959 р. була прийнята постанова ЦК КПУ, що декларувала необхідність створення Республіканського педагогічного музею. Але ця ідея залишилася на папері, оскільки нікому конкретно не була адресована.
Перші реальні кроки здійснило Педагогічне товариство України у 1973-1974 рр. – Урядові республіки направлено пропозицію щодо створення музею. Але вона залишилась без відповіді. І тільки у 1977 р., в результаті реорганізації згаданої педагогічної виставки, було створено Педагогічний Музей УРСР у складі Науково-дослідного інституту педагогіки.
Музей займав приміщення до завершення будівництва спеціально призначеного для нього споруди на Європейській площі (сучасний «Український дім»). У 1979 році експозицію музею Леніна закрили, а в квітні 1982 року перевели до новобудови.
В 1982 р. для Музею Леніна було споруджено нову будівлю, а будинок колишнього Педагогічного музею передано Міському будинку вчителя (заснований у 1922 р. як будинок працівників освіти, у 1934 р. реорганізований в Будинок учителя). Педагогічне товариство України знову звернулося до уряду республіки з проханням повернути музеєві його власне приміщення.
У 1983 році згідно з Постановою Ради Міністрів УРСР №172 від 18 квітня 1983 р. в місті Києві було створено Республіканський педагогічний музей у віддані Педагогічного товариства. Музей був заснований на базі Республіканської Педагогічної виставки, яка функціонувала ще з 1948 року.Розміщено музей у приміщенні Київського міського Будинку вчителя по вул. Володимирській, 57 на правах оренди. На жаль, тоді не було враховано, що цей будинок є пам’яткою архітектури і будувався саме для Педагогічного музею, що діяв на початку ХХ століття при Київському навчальному окрузі. Про що свідчить і прикріплений на фасаді будинку знак: цей будинок є пам’яткою архітектури під №895. На знаку викарбовано: „Педагогічний музей 1911-1913 рр. Охороняється державою. Пошкодження карається законом”. Педагогічний музей повернувся до свого дому, але зайняв у ньому лише декілька кімнат. З цього моменту йому довелося пережити друге народження.

### Період незалежності України
Постановою Кабінету Міністрів України від 16 червня 1992 р. № 335 «Питання Академії педагогічних наук України» Педагогічний музей передано у функціональне підпорядкування Академії, яка визначає основні напрями його діяльності, здійснює фінансування і кадрове забезпечення. У травні 1987 р. відбулась урочисте відкриття оновленої експозиції музею.
28.10.2002 р.  Київською міською радою реорганізований у комунальний комплексний позашкільний навчальний заклад «Київський міський будинок учителя».
Російсько-українська війна

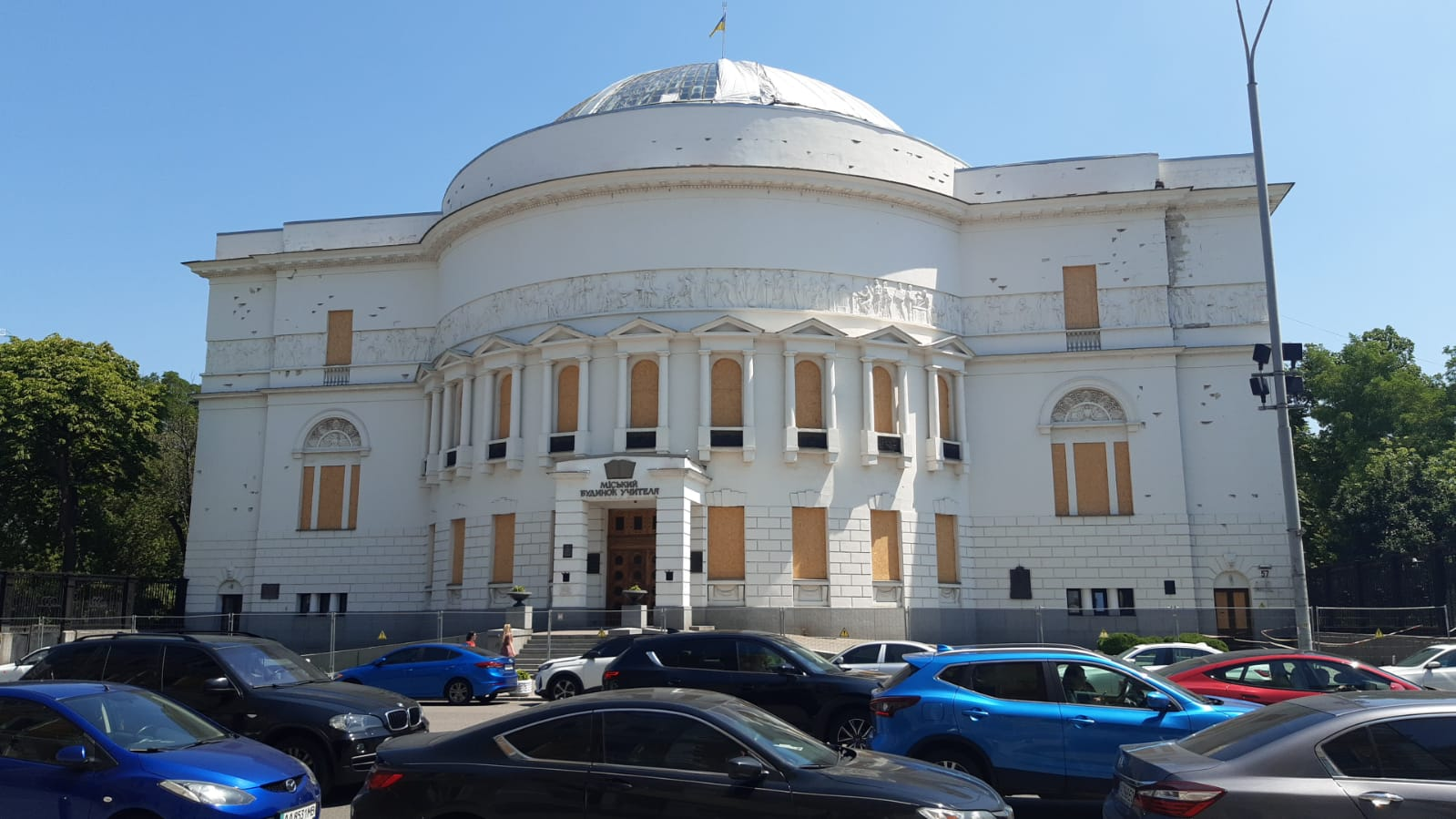
Наслідки ракетного удару

Під час російського ракетного обстрілу Києва та інших міст України 10 жовтня 2022 року, від вибуху ракети на перехресті бульвару Тараса Шевченка та вулиці Володимирської, був пошкоджений склянний купол будівлі, вибиті вікна.

## Будинок учителя нині
Київський міський будинок учителя — це культурно-просвітницький осередок, який сприяє творчому зростанню освітян, які прагнуть вдосконалювати світ, множити у ньому добро і знання. Адже на сучасному етапі розвитку суспільства освіта ставить високі вимоги до особистості та професійної діяльності педагога, його знань, умінь,  загальнолюдських якостей, тому що сьогодні необхідність вчительської творчості, самовдосконалення професійного і особистісного — не просто ідеологічна декларація, а вимога життя.
Колектив освітянського дому знаходиться в авангарді впровадження інноваційних освітніх технологій задля забезпечення якості освіти. Основними напрямками його діяльності є формування творчої особистості вчителя із високим рівнем професійної компетентності та національної свідомості; ознайомлення із різноманітними напрямками розвитку і реформування освіти; впровадження нових освітніх технологій, популяризація передового педагогічного досвіду.
За своїм статусом Київський міський будинок учителя —  це комунальний комплексний позашкільний навчальний заклад, який підпорядковується Департаменту освіти і науки, молоді та спорту   Виконавчого органу Київської міської ради (Київської міської державної адміністрації) і здійснює навчання і виховання громадян у позаурочний та позанавчальний час.
Колектив у своїй діяльності керується нормативно-законодавчими документами, спрямованими на реалізацію  державної політики в галузі освіти: Конституцією України, законами України, указами Президента України, постановами Верховної Ради та Кабінету Міністрів України, наказами Міністерства освіти і науки України, розпорядженнями Київської міської державної адміністрації, рішеннями Київської міської ради, наказами Департаменту  освіти і науки, молоді та спорту  м. Києва та Статутом.
  Визначальні положення цих законодавчих документів лежать в основі програми роботи КМБУ  «Шляхи удосконалення педагогічної майстерності», яка спрямована на вдосконалення фахового рівня освітян, обмін передовим педагогічним досвідом та науковими педагогічними надбаннями, ознайомлення із вітчизняними та зарубіжними  інноваційними технологіями, забезпечення духовно-культурного розвитку та професійної самореалізації вчителя, організація дозвілля вчителів, підняття престижу вчительської професії.
Основні підпрограми:
- «Держава школою стоїть, а школа — вчителем» (педагогічний відділ);
- «Висока духовність вчителя — основа розбудови сучасної освіти» (організаційно-масовий відділ);
- «Українська культура — духовна основа держави» (культурно-масовий відділ);
- «Від творчості до майстерності майбутнього вчителя» (відділ по роботі із молоддю);
- «Інформатизація освітнього процесу — важливий резерв якості освіти» (відділ інформаційно-технічного забезпечення);
- «До вершин педагогічної майстерності» (кабінет інформаційно- методичної роботи та краєзнавства);
- «Мистецьке сонце коло вчителя» (відділ виховної роботи та художньої творчості)

Метою діяльності Київського міського будинку вчителя  є:
—  сприяння  підвищенню  рівня навчально-виховного  процесу в закладах освіти міста шляхом підвищення фахового, загальнокультурного рівня вихованців, студентів, учнів, слухачів та працівників освіти;
—  впровадження новітніх досягнень науки і практики, організація культурного дозвілля  працівників  освіти, молоді, учнів, батьків, слухачів та вихованців;
—  створення  умов  для творчого, інтелектуального, духовного і фізичного розвитку вихованців, студентів, учнів, слухачів та працівників освіти;
—  проведення навчально-виховної, інформаційно-методичної, організаційно-масової роботи з  працівниками освіти, студентами, учнями;
—  участь у міжнародному співробітництві працівників освіти з метою використання національних і світових надбань;
—  розповсюдження інформації про науково-практичні досягнення і перспективні розробки педагогів;
—  виховання громадянина України;
—  організація дозвілля працівників освіти, роботи гуртків художньої самодіяльності, проведення у встановленому порядку фестивалів, конкурсів;
—  організація роботи лекторіїв, диспут-клубів, об'єднань за інтересами.

## Діяльність
При будинку вчителя проводять науково-педагогічні семінари, конференції, діють колективи художньої самодіяльності, різного роду гуртки для вчителів та школярів (зокрема, танцювальні та хорові). У приміщенні Будинку учителя діє Педагогічний музей, філія Державної науково-педагогічної бібліотеки України ім. В. О. Сухомлинського, Міська Рада профспілки працівників освіти і науки, відділ Національного музею історії України «Музей української революції 1917—1921 рр.».

## Приміщення будинку вчителя
До 1977 року знаходився на вул. Інститутській, у 1977—1982 роках — у Колегії П. Ґалаґана (вул. Б. Хмельницького, 11), З 1982 року — у приміщенні колишнього Педагогічного музею по вул. Володимирській, 57.